# Portrait d'une violoniste
Le Portrait d'une violoniste est une peinture à l'huile sur toile réalisée en 1773 par l'artiste française Anne Vallayer-Coster et conservée au Nationalmuseum de Stockholm.

## Description
Cette peinture montre une femme assise avec un violon penchée sur un livre de musique. Vallayer ne se maria qu'en 1781 et travaillait donc probablement toujours aux côtés des membres de sa famille lorsque cela fut peint. L'expert de Vallayer Marianne Roland-Michel a émis l'hypothèse que la femme dans le tableau était peut-être l'une de ses sœurs, car les rares portraits de Vallayer provenaient généralement de son entourage. On ignore cependant si ses sœurs étaient des musiciens. Vallayer a été admise à l'Académie royale de peinture et de sculpture en 1770 sur la base de ses peintures de natures mortes, dont plusieurs sont toujours dans la collection du Louvre, y compris une nature morte d'instruments de musique qui montre un violon similaire.

## Histoire
Ce portrait a été acheté pour 903 000 euros aux enchères en 2015 par le musée suédois qui possède également deux de ses natures mortes. Son prix est devenu un record mondial pour les peintures de Vallayer. 
Selon la provenance indiquée par la maison de vente aux enchères, le tableau était l'un des nombreux qui furent vendus en 1783 par Jean-Benjamin de La Borde un violoniste et un compositeur qui avait été premier valet de chambre pour Louis XV.